# 5730 Yonosuke
5730 Yonosuke este un asteroid din centura principală, descoperit pe 13 octombrie 1988, de Yoshiaki Oshima.